# Абруццо, Микеле
Микеле Абруццо (итал. Michele Abruzzo; 29 декабря 1904, Шакка, Королевство Италия — 17 ноября 1996, Катания, Италия) — итальянский сицилийский актёр театра и кино, кавалер Большого креста Ордена святых Маврикия и Лазаря.

## Биография
Микеле Абруццо родился в Шакке 29 декабря 1904 года. В возрасте 14 лет дебютировал в водевиле на сцене вместе Джованни Грассо. После смерти Анджело Муско, в конце октября 1938 года, вместе с Розиной Ансельми, основал большую театральную компанию. Сотрудничая с известными театрами Италии, поддерживал развитие драматургии на сицилийском языке. Унаследовав репертуар от Анджело Муско, расширил его новыми работами. Критики, в их числе Ренато Симони, называли его выдающимся драматическим актёром, одним из самых талантливых среди своих современников.
За вклад в развитие национальной культуры был удостоен звания кавалера Большого креста Ордена святых Маврикия и Лазаря, высшей награды республики. В 1952 году, вместе с Тури Ферро, Умберто Спадаро, Розолино Буа и Розиной Ансельми, основал театр Стабиле в Катании.
В 1920 году дебютировал в немом кино «Закон» режиссёра Эльвиры Нотари. В 1938 году снялся в своём первом кино со звуком, сыграв главную роль в фильме Марио Маттиоли «Сеньора родила». После этого в кино почти всегда играл роли второго плана или характерных персонажей. В 1984 году он сыграл роль прокурора в драме Дамиано Дамиани «Спрут». В 1979 году объявил о своём уходе из театра, но в 1989 году, в возрасте 85 лет, вернулся на сцену. Микеле Абруццо умер в Катании 18 ноября 1996 года.

## Фильмография
| Год  | Фильм                                                                   | Режиссёр                | Персонаж            |
| ---- | ----------------------------------------------------------------------- | ----------------------- | ------------------- |
| 1920 | «Закон» неап. 'A legge                                                  | Эльвира Нотари          |                     |
| 1938 | «Сеньора родила» итал. L'ha fatto una signora                           | Марио Маттоли           | Лука Сардо          |
| 1947 | «Рыцари в чёрных масках» итал. I cavalieri dalle maschere nere          | Пино Мерканти           | Маттео              |
| 1952 | «Я выбрал любовь» итал. Ho scelto l'amore                               | Марио Дзампи            | Витали              |
| 1955 | «Андалусский экспресс» исп. El expreso de Andalucía                     | Франсиско Ровира-Белета |                     |
| 1957 | «Железный класс» итал. Classe di ferro                                  | Тури Вазиле             | мажордом            |
| 1957 | «Воспитание Помпеи» итал. La trovatella di Pompei                       | Джакомо Джентиломо      | Молинари            |
| 1961 | «Макароны в пустыне» итал. Pastasciutta nel deserto                     | Карло Людовико Брагалья | майор               |
| 1963 | «Грязное море» итал. Mare matto                                         | Ренато Кастеллани       | Оресте              |
| 1965 | «Сделано в Италии» англ. Made in Italy                                  | Нанни Лой               | командир            |
| 1969 | «Дело совести» итал. Un caso di coscienza                               | Джованни Гримальди      | Кармело Фавара      |
| 1972 | «Насилие: пятая степень» итал. La violenza: quinto potere               | Флорестано Ванчини      | Заккария            |
| 1972 | «Дело Пишотты» Il caso Pisciotta                                        | Эрипрандо Висконти      | прокурор республики |
| 1974 | «Боже мой, как низко я пала!» итал. Mio Dio, Come Sono Caduta In Basso! | Луиджи Коменичи         | священнослужитель   |
| 1975 | «Обручение» итал. Il fidanzamento                                       | Джованни Гримальди      | Эдмондо Гульельми   |